# Kuurne-Bruxelles-Kuurne 1997
La Kuurne-Bruxelles-Kuurne 1997, cinquantunesima edizione della corsa, si svolse il 2 marzo su un percorso con partenza e arrivo a Kuurne. Fu vinta dal belga Johan Museeuw della squadra Mapei-GB davanti al francese Stéphane Barthe e allo svizzero Bruno Boscardin.

## Ordine d'arrivo (Top 10)
| Pos. | Corridore        | Squadra                   | Tempo    |
| ---- | ---------------- | ------------------------- | -------- |
| 1    | Johan Museeuw    | Mapei-GB                  | 4h55'10" |
| 2    | Stéphane Barthe  | Casino-C'est votre équipe | s.t.     |
| 3    | Bruno Boscardin  | Festina-Lotus             | s.t.     |
| 4    | Rolf Sörensen    | Rabobank                  | s.t.     |
| 5    | Wilfried Peeters | Mapei-GB                  | s.t.     |
| 6    | Niko Eeckhout    | Lotto-Mobistar-Isoglass   | a 47"    |
| 7    | Hendrik Van Dyck | TVM-Farm Frites           | s.t.     |
| 8    | Andrei Tchmil    | Lotto-Mobistar-Isoglass   | s.t.     |
| 9    | Johan Capiot     | TVM-Farm Frites           | s.t.     |
| 10   | Emmanuel Magnien | Festina-Lotus             | s.t.     |